# Magomed Ėl'murzaev
Magomed Vachaevič Ėl'murzaev (in russo Магомед Вахаевич Эльмурзаев?; traslitterazione anglosassone: Magomed Elmurzaev; Chasavjurt, 16 giugno 1997) è un calciatore russo, difensore svincolato.

## Caratteristiche tecniche
È un terzino sinistro.

## Carriera
Cresciuto nel settore giovanile dell'Anži, ha esordito in prima squadra il 20 settembre 2017 disputando l'incontro di Kubok Rossii perso 2-0 contro il Luč Vladivostok.

## Statistiche
Statistiche aggiornate al 27 maggio 2019.

### Presenze e reti nei club
| Stagione        | Squadra         | Campionato      | Campionato | Campionato | Coppe nazionali | Coppe nazionali | Coppe nazionali | Coppe continentali | Coppe continentali | Coppe continentali | Altre coppe | Altre coppe | Altre coppe | Totale | Totale | Totale |
| Stagione        | Squadra         | Comp            | Pres       | Reti       | Comp            | Pres            | Reti            | Comp               | Pres               | Reti               | Comp        | Pres        | Reti        | Pres   | Reti   |        |
| --------------- | --------------- | --------------- | ---------- | ---------- | --------------- | --------------- | --------------- | ------------------ | ------------------ | ------------------ | ----------- | ----------- | ----------- | ------ | ------ | ------ |
| 2017-2018       | Anži-2          | 2D              | 14         | 5          |                 | -               | -               |                    | -                  | -                  |             | -           | -           | 14     | 5      |        |
| 2017-2018       | Anži            | PL              | 3          | 0          | CR              | 1               | 0               |                    | -                  | -                  |             | -           | -           | 4      | 0      |        |
| 2018-2019       | Anži            | PL              | 4          | 0          | CR              | 0               | 0               |                    | -                  | -                  |             | -           | -           | 4      | 0      |        |
| Totale carriera | Totale carriera | Totale carriera | 21         | 5          |                 | 1               | 0               |                    | -                  | -                  |             | -           | -           | 22     | 5      |        |